# Ballade pour un cercueil
Ballade pour un cercueil est le quinzième album de la série de bande dessinée Blueberry de Jean-Michel Charlier (scénario) et Jean Giraud (dessin). Publié en 1974, c'est le dernier album du cycle du trésor des Confédérés (trois tomes).

## Résumés

### Court
Les pages 2 à 18 de l'album présentent la biographie de Blueberry. Suivent les pages dessinées de l'album. Presque tous les acteurs de l'album précédent convergent vers un « pueblo abandonné », Tacoma, à la recherche du trésor des Confédérés. Après avoir affronté les jayhawkers et Lopez à plusieurs reprises, la troupe de Blueberry ramène le trésor à la frontière des États-Unis, où elle aura à faire face au commandante Vigo, aux jayhawkers à nouveau et à un chasseur de primes. Après plusieurs combats, les protagonistes encore vivants découvriront que le trésor a été utilisé pour financer une révolution au Mexique.

### Détaillé
La page de couverture de l'album publié en 1974 montre deux hommes à cheval, probablement Blueberry et MacClure, qui se trouvent sur une terre désolée. Le Soleil les éclaire de côté,. La partie dessinée de l'album est précédée d'une biographie de Blueberry. Elle présente d'abord ses aventures qui ont été contées dans les albums précédents de la série Blueberry. Par la suite, elle conte sa vie depuis sa naissance jusqu'à son départ pour fort Navajo après la guerre de Sécession. Les deux premières pages dessinées de l'album résument les évènements qui ont été narrés dans Chihuahua Pearl et L'Homme qui valait 500 000 $, et présentent quelques-uns des personnages qui ont joué un rôle dans ces deux épisodes.
À quelques kilomètres de l'aven, le groupe mené par Finlay s'arrête, attendant Kimball. Il apparaît et informe de sa mission : « J'ai accumulé les traces depuis l'entrée du gouffre jusqu'à la piste qui vient de Corvado ». Ainsi, Finlay et Kimball espèrent que les hommes de Lopez captureront Blueberry et ses compagnons. Dans l'aven, Blueberry attend malgré la colère de Chihuahua Pearl, car ils sont « sans armes et sans chevaux ». La femme mentionne que Trevor ne reviendra pas les chercher s'il échappe aux jayhawkers. Cette information incite Blueberry à hâter le départ.
Les jayhawkers, guidés par Trevor, atteignent de nuit Tacoma. Par la suite, ils creusent une tombe dans un cimetière. Trevor est surveillé par l'un des hommes de Finlay, mais observe « que la fièvre de l'or leur enfume déjà le cerveau !... Même mon ange gardien commence à m'oublier ! » Lorsqu'ils ouvrent le cercueil, ils découvrent un squelette. Profitant de la stupeur parmi les hommes à pied, Trevor fait cabrer son cheval, qui vient frapper de ses sabots celui de son « ange gardien ». Il s'enfuit au galop, mais Finlay abat son cheval. Quelques instants plus tard, Trevor descelle une pierre dans une fontaine sur la « place principale » de Tacoma et en sort un Cook infantry rifle emmailloté, l'un des fusils en vigueur dans l'armée sudiste. Un homme de Finlay l'aperçoit de dos et l'interpelle. Lorsqu'il s'approche, Trevor se retourne et le tue d'une balle. Quelques instants plus tard, il se réfugie dans la « maison de l'alcalde ».

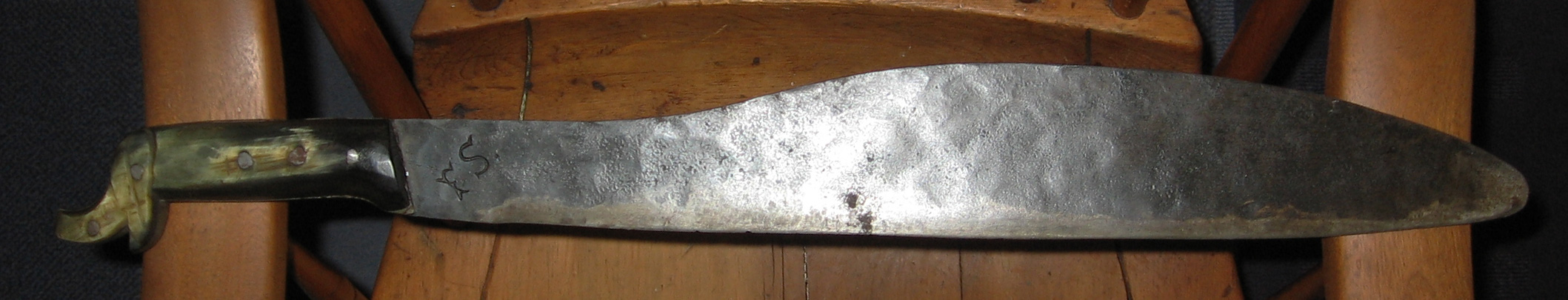
Une machette mexicaine.

Dans celle-ci, un Mexicain, Lazarito, mange un repas de façon discrète dans une pièce. Lorsque Trevor entre dans la pièce, il ne le remarque pas et se poste près d'un balcon d'où il peut observer une partie du village. Lazarito, par jalousie : « tu amènes la tentation dans son cœur », tue Trevor en lui plantant une machette dans le dos. Quelques instants plus tard, les jayhawkers découvre le corps de Trevor : « Si je tenais le maudit chien qui a fait ce gâchis ». Profitant de la situation, Lazarito a volé un cheval et a fui tout en effrayant les autres bêtes. Plus tard, les jayhawkers les récupèrent et s'éloignent du village pour prendre position plus haut, dans la sierra.

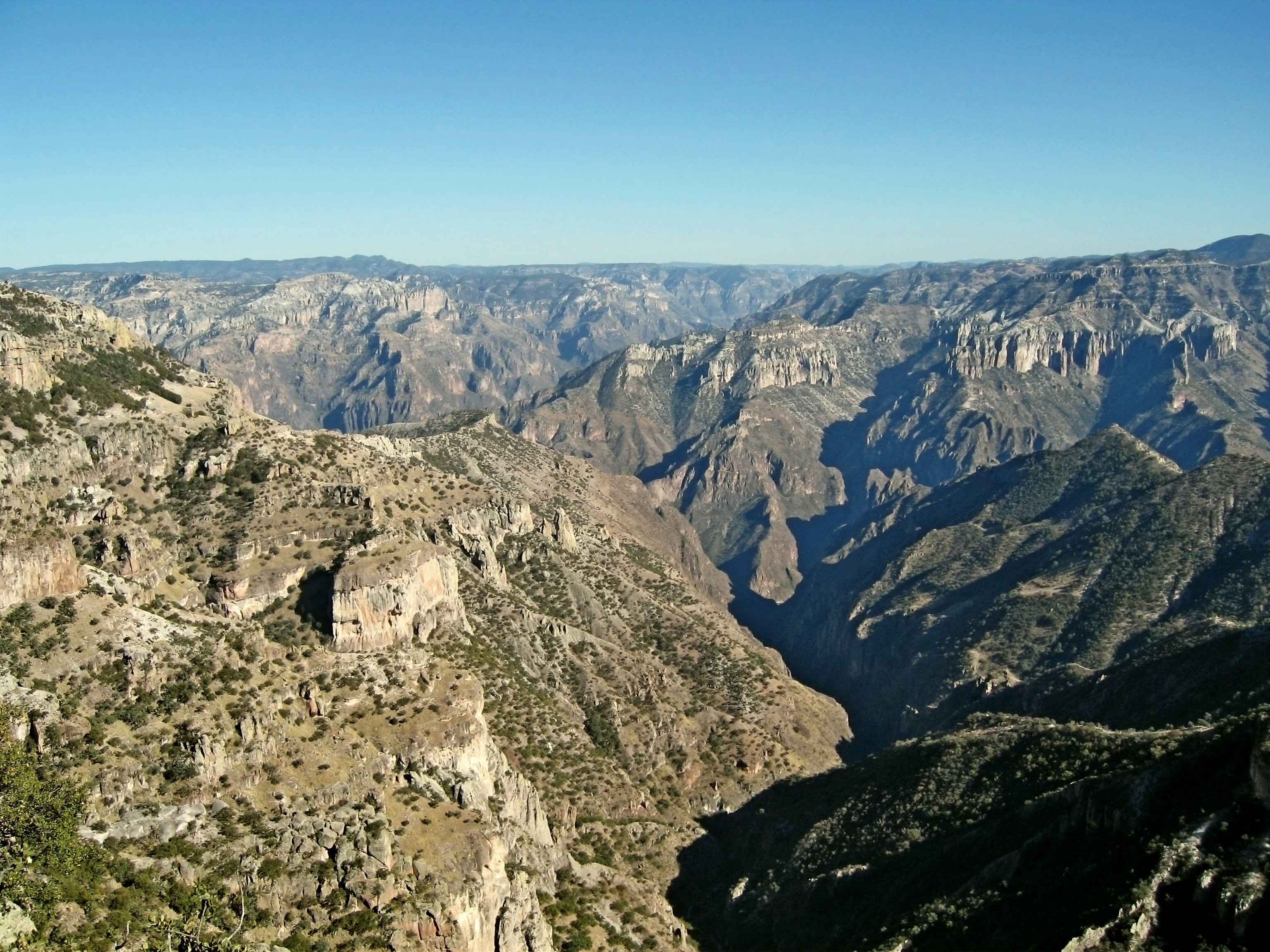
Copper canyon, partie de Sierra Madre occidentale, dans l'État de Chihuahua.

Dans l'aven, Blueberry et ses compagnons sortent de la grotte, mais s'arrêtent brusquement lorsqu'une pierre tombe tout près d'eux : Lopez et ses hommes, aiguillés par les traces de sabots du cheval de Kimball, ont entamé la descente dans l'aven. Chihuahua Pearl affirme qu'il existe un autre passage derrière une armoire au fond de la grotte. Rapidement, elle déplace l'armoire, démasquant la base d'une cheminée volcanique. Une fois à l'intérieur, deux hommes remettent l'armoire en place. Tous sortis, ils remarquent que deux Mexicains gardent les chevaux du contingent de Lopez. Blueberry et Red Neck menacent les gardes, en criant dans leur dos : « Les mains en l'air ! [...] Continuez sagement à attraper les nuages ! » Après les avoir assommés, ils s'emparent de leurs armes. Lorsque les quatre sont à cheval, ils font fuir les autres bêtes pour empêcher les hommes de Lopez de les poursuivre.
Après « deux heures » de chevauchée, la troupe de Blueberry rencontre par hasard Lazarito. Chihuahua Pearl le menace immédiatement de son fusil : « D'où viennent les bottes que tu portes aux pieds ? » Elle le questionne et démontre que « [l'histoire] du Mex ne tient pas debout ». De rage, Lazarito se rue sur la femme, qu'elle abat par erreur. Les hommes sont déçus, mais elle les rassure en leur disant que le cadavre va continuer à donner des informations. En effet, les bottes appartenaient à Trevor et Chihuahua Pearl affirme que la botte gauche contient un message. Après que Blueberry l'a trouvé, la troupe se rend à Tacoma.
Dans Tacoma, les hommes s'entendent pour enterrer Trevor, un homme que Blueberry respectait : « Trevor me marchait sur les pieds, mais c'était un type bien ! » Après qu'il est enterré dans le cimetière, Chihuahua Pearl raille Trevor : « Et bravo pour le héros minable ». Blueberry la gifle, Red neck commente : « j'aurais jamais cru Mike capable de brutalité ! » et MacClure réplique : « Ce serait de la brutalité si y tapait sur une faible femme sans défense ! » Blueberry indique ensuite la tombe à trouver. Après quelques minutes de fouilles dans le cimetière, sans résultat, il observe qu'ils n'ont pas cherché dans l'église. « Quelques instants plus tard », Chihuahua Pearl découvre la tombe encastrée dans le plancher de l'édifice. Les jayhawkers, toujours dans la sierra, observent avec intérêt les gestes de la troupe de Blueberry.

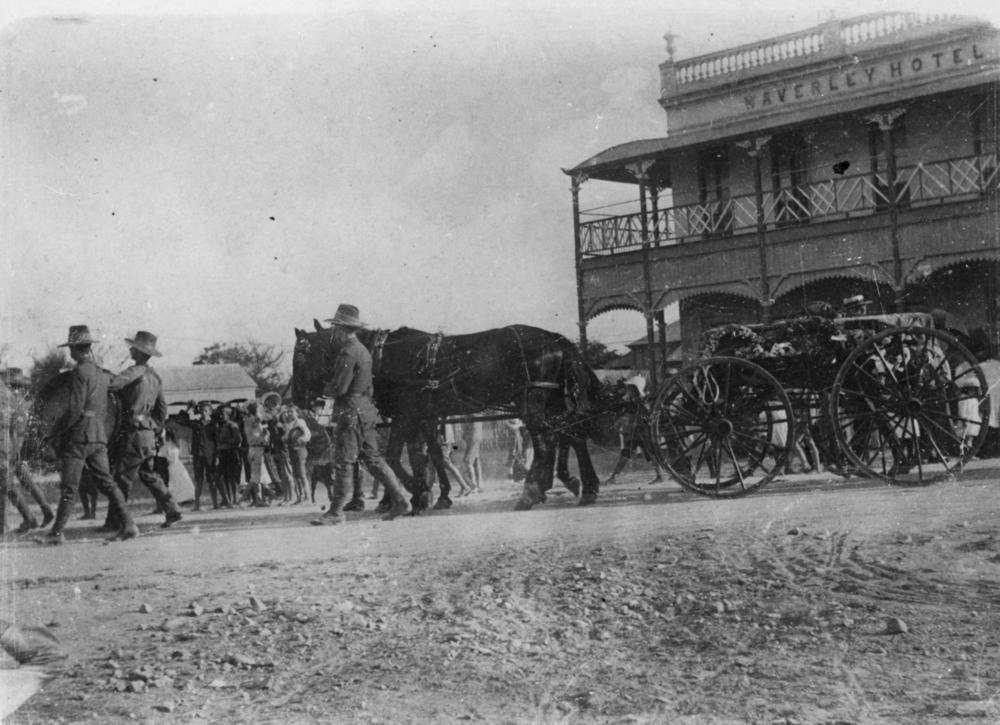
Procession funéraire à Brisbane, dans le Queensland australien, en 1909.

Après que la tombe est descellée, ils découvrent un cercueil « blindé comme un coffre de banque ! » À cause de son poids, Blueberry décide de trouver un chariot, car leurs quatre chevaux ne pourraient pas transporter l'or au complet. Les trois hommes quittent l'église de nuit, espérant revenir au plus tard la nuit d'après. Chihuahua Pearl se barricade à l'intérieur. Quelques minutes plus tard, Finlay et Kimball se présentent aux portes de l'église, exigeant que la femme leur ouvre. Devant son refus, un jayhawker, Garfield, tente d'allumer un feu à côté des portes, mais elle l'abat d'un seul coup de fusil. Finlay décide de rester sur place jusqu'à « ce qu'elle tombe de sommeil ».
Pendant la journée qui suit, Lopez tente de découvrir où se trouvent Blueberry et ses compagnons. L'un de ses hommes remarque que des zopilotes, des charognards, tournoient au-dessus d'un point fixe. C'est ainsi qu'ils découvrent le cadavre de Lazarito, partiellement recouvert de pierres. Lopez est certain que sa mort « ne peut être qu'un coup des gringos ! » Un de ses lieutenants fait remarquer qu'il y a un pueblo à quelque distance, Tacoma, « [une] excellente cachette ! »
Cachés sous quelques arbres à l'entrée de la ville de Chihuahua, Red Neck, MacClure et Blueberry surveillent la circulation. Ils aperçoivent un chariot qui passe à toute allure près d'eux : la population locale est furieuse contre un charlatan, le prétendu docteur Hyeronimus. Quelques instants avant qu'il ne soit pendu, Blueberry coupe la corde d'un tir de fusil et requiert de force le chariot du docteur.
À Tacoma, Chihuahua Pearl vient à manquer de munitions : les jayhawkers prennent une poutre et l'utilise comme boutoir pour briser la porte. Remarquant la cloche, elle se met à sonner le tocsin pour attirer quelqu'un. La troupe de Lopez, « à quelques miles de là », entend la cloche et se précipite vers Tacoma. Lorsque Kimball aperçoit les Mexicains, les jayhawkers s'enfuient. Quelques instants plus tard, Lopez s'entretient avec Chihuahua Pearl : « Qu'un seul de tes sbires touche cette porte et je fais tout sauter ! » En échange de sa liberté et d'une partie du trésor, elle propose à Lopez de faciliter la capture de « Blueberry et des deux autres ».
Lopez accepte le marché et ses hommes se cachent « dans l'ombre des ruines » autour de l'église. Pendant la journée, Blueberry et les autres à bord du chariot de Hyeronimus se dirigent vers Tacoma. Lorsqu'ils y arrivent de soir, l'un des hommes de Lopez observe qu'il s'agit du chariot de « cet escroc d'Hyeronimus » et Lopez décide de ne rien faire, car Blueberry, MacClure et Red Neck sont cachés sous la toile. Quelques instants plus tard, un autre de ses hommes affirme que les chevaux à l'arrière du chariot leur ont été récemment volés. Lopez ordonne d'attaquer le chariot, lequel s'arrête face aux portes de l'église, Blueberry criant à Chihuahua Pearl d'ouvrir les portes : le chariot y pénètre sous les coups de feu.

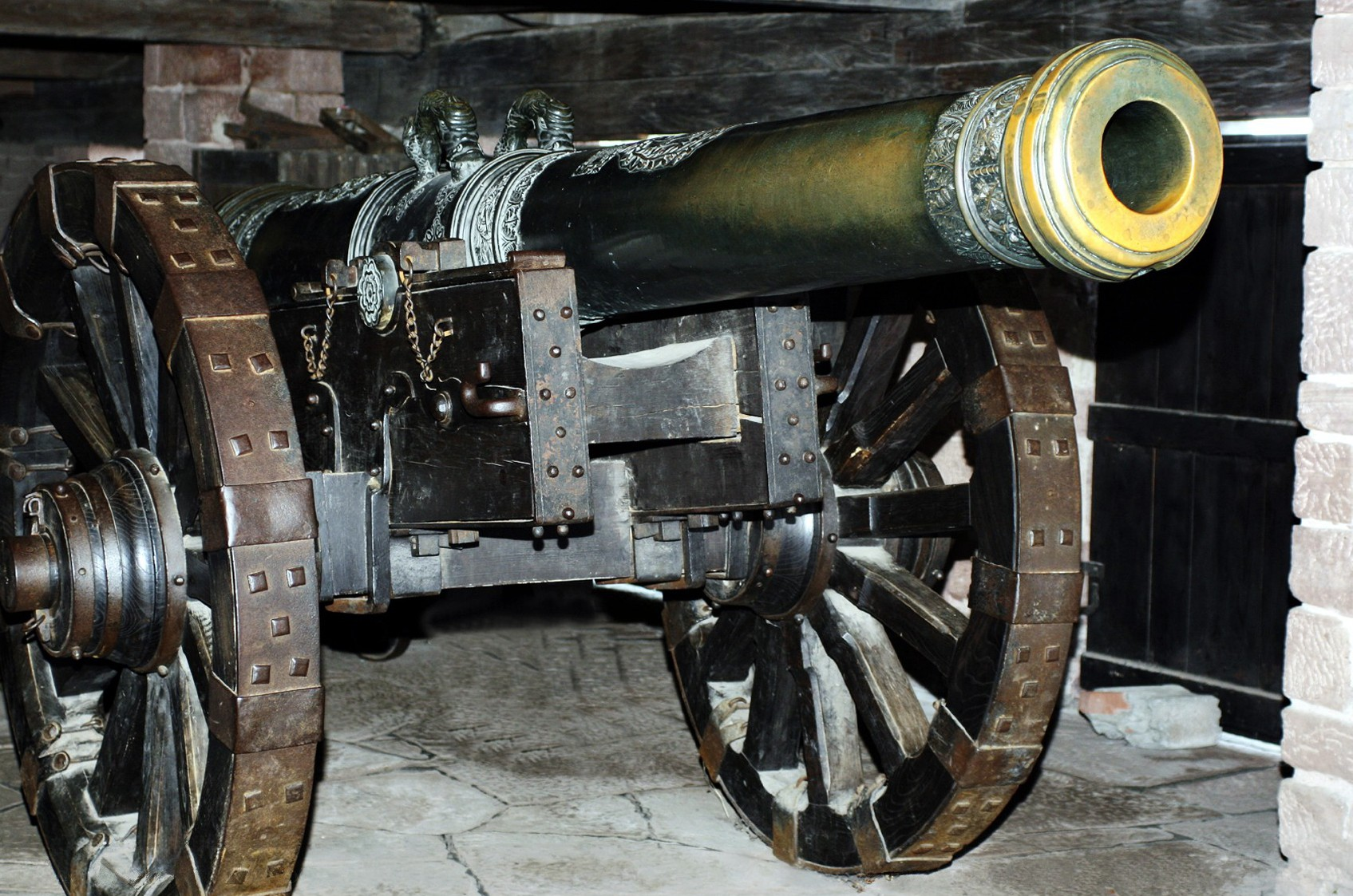
Un canon du XVIe siècle ou XVIIe siècle.

Pendant la nuit, c'est le calme à l'extérieur de l'église, Blueberry et les autres préparent différents explosifs à partir des produits se trouvant dans le chariot d'Hyeronimus : alcool, « huile de serpent » et pétrole. Après avoir vidé le chariot, ils y embarquent le cercueil blindé. Au matin, les hommes de Lopez mettent en position un canon, « ramené à bride abattue » de Corvado, et Lopez donne ses ordres : « sitôt la porte enfoncée, fais charger en colonne serrée ».
Le tir de canon ayant défoncé les portes de l'église, les soldats s'en approchent en courant. Du haut de la tour, alors que les soldats mexicains sont rendus aux portes, Blueberry fait tomber des barils explosifs qui se transforment en « un effroyable déluge de flammes ». Les survivants sont tués par Red Neck et Chihuahua Pearl depuis l'intérieur de l'église. Par la suite, deux mules portant des barils explosifs en flammes se ruent à l'extérieur de l'église et créent un « écran de fumée épaisse » qui masque en partie la sortie du chariot de Hyeronimus, Blueberry sautant sur celui-ci depuis le haut de la tour. Les mules s'abattent « à deux pas du canon » et l'alcool qu'elles transportent sort en jets enflammés, allumant la poudre tout près et provoquant une explosion qui décime une partie des soldats survivants.
Pendant que le chariot roule, Blueberry décide d'emprunter « la piste [...] la plus courte ». Chihuahua Pearl demande sa part, mais Blueberry réplique qu'il faudra des heures pour ouvrir le cercueil et qu'il vaut mieux attendre de l'autre côté de la frontière. Alors que les soldats mexicains sont pansés, Lopez juge que le chariot de Blueberry empruntera cette piste. L'un de ses lieutenants réplique : « Poursuivre les gringos ?... Avec quoi ? ». En effet, il ne reste plus que « dix hommes valides ! » Lopez envoie un courrier pour faire arrêter la poursuite des jayhawkers.
Le soir venu, les trois groupes font le point sur leur situation. Blueberry et les autres savent que leurs chevaux sont fatigués et devront les échanger contre des « chevaux frais au relais de diligence d'Herrera ». Finlay affirme que le groupe de Blueberry « fonce au plus court vers la frontière » et suppose qu'il devra « franchir le Rio Conchos » à l'aide d'un bac. Les hommes de Lopez convergent également vers Herrera.
Le lendemain dans la journée, alors que le groupe de Blueberry est près de Herrera, les hommes et la femme constatent qu'ils n'arriveront pas au relais avant le « stage-coach (sic) qui relie Presidio à Chihuahua ». Ils ne pourront donc pas changer leurs chevaux épuisés pour des frais. Pressés par Lopez et ses hommes, ils foncent vers le relais. Sur place, plutôt que d'échanger les chevaux, car les chevaux frais sont déjà attelés à la diligence, Blueberry ordonne de « changer de voiture », ce qui lui donne « une sacrée idée ! »

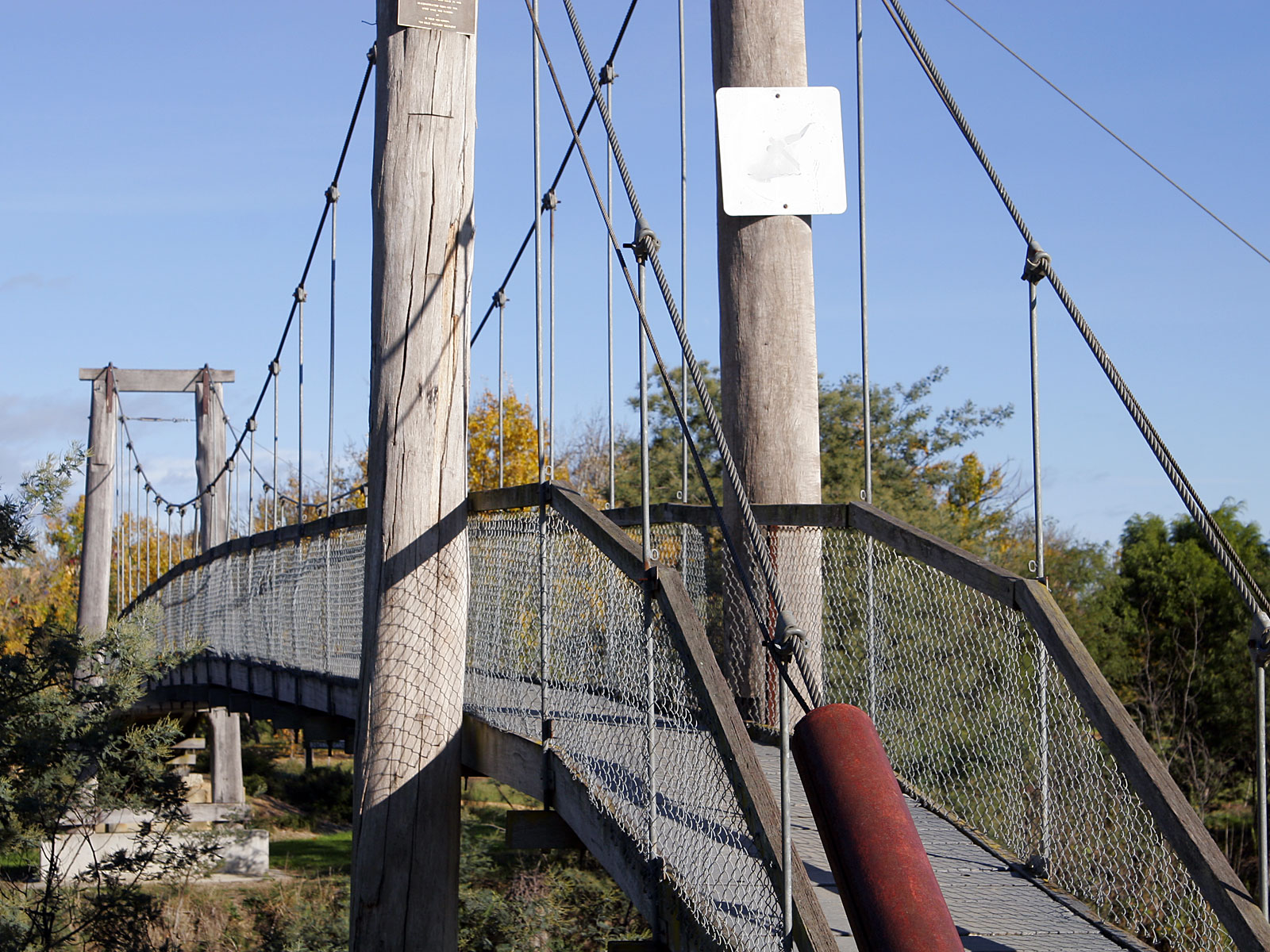
Un pont suspendu à Brisbane en Australie.

Obligeant les hommes sur place à transborder le cercueil blindé dans le stage coach, le groupe prend d'autres arrangements. Après que des explosifs sont installés dans la voiture de Hyeronimus, Blueberry se met aux commandes et s'enfuit seul en direction de montagnes proches. Lopez et ses hommes le pourchassent, croyant que ce chariot contient le trésor. De leur côté, après que Lopez et ses hommes se sont suffisamment éloignés du relais, les autres membres du groupe s'enfuient avec la diligence en direction d'« un pont suspendu sur les gorges du rio Conchos ».
Lorsque Blueberry, toujours poursuivi par Lopez et ses hommes, se trouve dans une gorge encaissée, les chevaux de l'attelage « s'effondrent soudain ». Il dépose une « bouteille d'élixir enflammé » dans le chariot avant de s'éloigner avec deux chevaux frais. Lopez ordonne à ses hommes de tirer sur le chariot pour en tuer tous les occupants. Après quelques minutes de fusillade, il s'aperçoit que le chariot est en feu. Il ordonne à ses hommes de sortir l'or au plus vite. À ce moment, le chariot explose et plusieurs Mexicains sont blessés. 
Parvenus au pont suspendu en bois qui enjambe le Rio Conchos, Red Neck et MacClure coupent quelques cordes. Quelques minutes plus tard, Blueberry s'en approche et ralentit pour laisser Lopez et ses hommes gagner un peu sur lui. Aussitôt qu'il a traversé, son groupe s'éloigne. Sous le « poids de la meute hurlante » mené par Lopez, les torons intacts se déchirent et le pont s'effondre, entraînant Lopez et quelques hommes dans l'abîme.
Après avoir roulé « [tout] le reste du jour et de la nuit suivante », la diligence s'arrête à Coyame, où se trouve un bac servant à traverser le Rio Grande. Blueberry pénètre dans le relais tout en mettant en joue son propriétaire. Cependant, Vigo et ses hommes sont sur place. Il s'ensuit des coups de feu et le groupe de Blueberry prend le dessus, faisant prisonnier Vigo. 
Ayant fait avancer la diligence dans le bac qui sert à franchir le Rio Conchos, les hommes font progresser le bac vers l'autre rive en tirant sur des câbles. Lorsqu'ils arrivent près de l'autre rive, les jayhawkers, qui les attendaient depuis un moment, les mettent en joue. Jugeant que leurs chances de survie sont nulles s'ils obéissent à Finlay, Chihuahua Pearl, demeurée dans la diligence, ouvre le feu. Il s'ensuit une fusillade entre les deux groupes, et Blueberry juge de leur situation : « Si on reste ici, on va tous y passer ! » Malgré la force du courant, il sectionne les câbles qui retiennent le bac, préférant affronter les rapides.

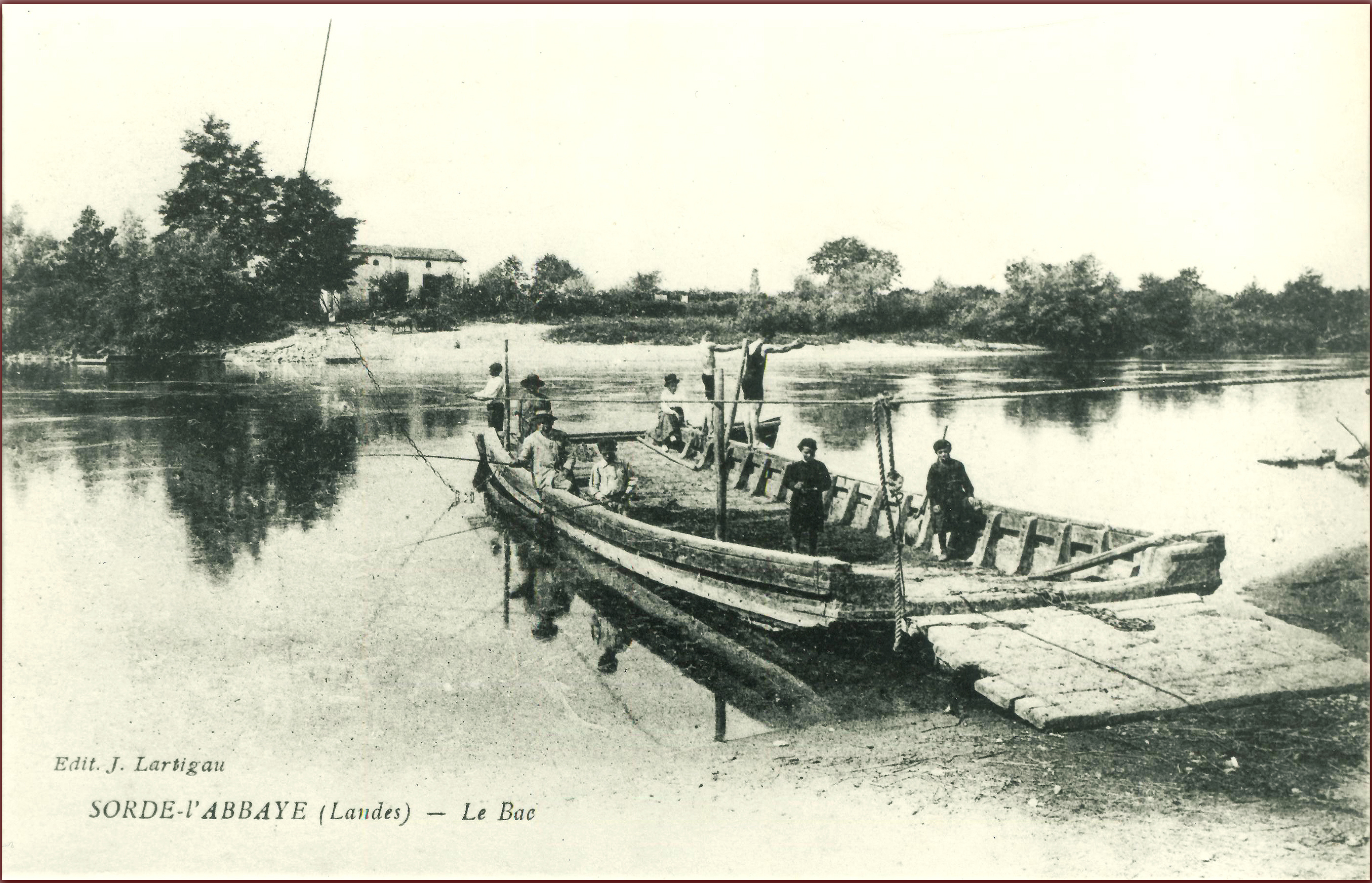
Au début du XXe siècle, bac vers l'île à Sorde l'abbaye, en France.

Le bac est entraîné par les forts courants du Rio Conchos. Quelques minutes plus tard, Chihuahua Pearl découvre Lopez, son corps gisant dans les branches d'un arbre mort. Le bac est secoué dans les rapides et les membres de la troupe doivent se retenir au bastingage pour ne pas être projeté dans l'eau. Quelque temps après, le bac arrive dans le Río Grande, cours d'eau plus calme.
Le bac ayant abordé l'une des rives du Rio Grande, Blueberry donne ses ordres pour protéger le cercueil blindé. Il quitte ensuite pour un fort dans le but d'en ramener une escorte et d'informer le général McPherson. À Salinas, ville à proximité, Kimball et Finlay recherchent activement la troupe. Un chasseur de primes, Donnogan, affirme que Blueberry ne risque pas d'être dans le coin, car sa tête est mise à prix. Les jayhawkers fouillent les berges du Rio Grande dans le but de découvrir le bac et de retrouver la piste du stage-coach. Plus tard, alors que Blueberry circule près d'un amas de roseaux, son cheval est abattu par les jayhawkers. 
Ceux-ci lui ordonnent de les mener au trésor, mais il affirme qu'il est le « seul survivant », le bac ayant coulé. Finlay en doute et lance une recherche de ses compagnons. Il invite Kimball à mettre les vêtements de Blueberry pour monter une mise en scène. Coup de théâtre qui renvoie à leur passé raconté dans la Piste des Navajos, lorsque Finlay se prépare à abattre Blueberry d'une balle dans le ventre afin de le faire souffrir au maximum, l'un des deux autres sudistes survivants, lui explique : "Ne t'en prends qu'à toi-même cochon de Yankee. Tu nous a bien roulés jadis avec tes fichues promesses d'amnistie." Blueberry dément et prouve qu'il avait tenu parole : une lettre remise à Finlay, "en juin exactement à El Paso" par un cavalier. C'est ainsi que les deux amis de Finlay découvrent que celui-ci les avait manipulés, quatre ans auparavant. Il leur fit croire que l'amnistie, du Président Grant, était une demande de reddition inconditionnelle. Finlay reconnaît la forfaiture et propose le trésor, bien plus prometteur que ne l'aurait été le retour à une Virginie ravagée par la guerre. Kimball accepte la décision de Finlay, mais lui dit : « Tu as intérêt à ce que tout se passe comme tu dis ». Alors que Finlay vise Blueberry, Donnogan intervient, les menaçant de ses revolvers et leur rappelant que Blueberry doit être livré vivant. Il amène Blueberry avec lui tout en dispersant les chevaux des jayhawkers. 
Blueberry, tenu en laisse par Donnogan, tente de convaincre le chasseur de primes qu'il est en mission secrète et que « cette histoire d'avis de recherche n'est qu'une mystification ». Donnogan refusant de le croire, Blueberry utilise un subterfuge pour le faire tomber de cheval et l'assomme d'un coup de pied au visage. Ensuite, il ordonne au chasseur de primes de se rendre au fort le plus proche et de lancer un « demi-escadron sur [sa] piste ». De leur côté, les jayhawkers ont récupéré leurs chevaux et montent la mise en scène imaginée par Finlay. Lorsque Kimball passe près du campement de MacClure et Red Neck, ces derniers l'interpellent, le confondant avec Blueberry.
Il s'ensuit un échange de coups de feu où Kimball et Finlay ont le dessus. Plutôt que de tuer MacClure et Red Neck, ils les obligent à ouvrir le cercueil blindé. Lorsque ouvert, ils y découvrent « DE LA FERRAILLE ! » Vigo, spectateur, rit de bon cœur, car il savait : « Ce trésor a financé la révolution de Juarez contre l'empereur Maximilien ! » Il explique par la suite comment il a découvert la véritable cachette du trésor et pourquoi il s'est tant acharné à prévenir sa récupération. En effet, les autorités mexicaines sont incapables de rembourser leur « emprunt » et des politiciens américains utiliseraient cette raison pour attaquer le Mexique, car « Washington [...] guigne certaines portions de [son] territoire ». 
Blueberry arrive sur les entrefaites et met en joue Finlay et Kimball. Ce dernier, malgré la menace de Blueberry, dégaine et vise Finlay : « C'était l'or ou ta peau ! » Blueberry tire vers Kimball qui, lui, tire dans le dos de Finlay : « Ce damné cercueil aura fait deux morts de plus ! » Blueberry demande l'aide de MacClure et de Red Neck pour expliquer le vol de l'or, mais ils refusent : « Vous pouvez aller au diable ! » Il oblige Vigo à le suivre pour expliquer où est passé l'or : « Je jure de te faire rendre justice ! »

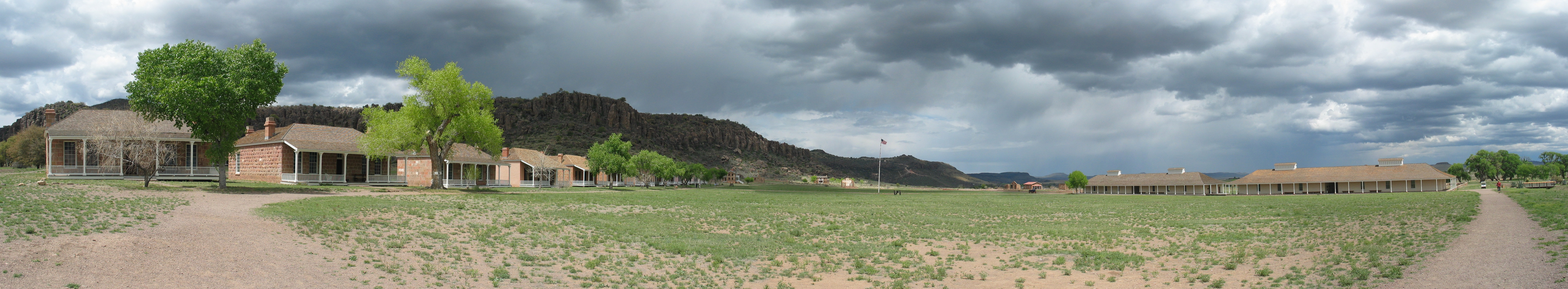
Fort Davis National Historic Site.

Parvenus au fort Davis, Blueberry informe MacPherson de ce qu'il est advenu du trésor des Confédérés, ce que ce dernier refuse de croire. Lorsque Blueberry demande à Vigo de corroborer ses dires, le Mexicain raconte une histoire où il aurait été forcé d'agir sous la contrainte. Le général fait arrêter Blueberry et, plus tard, il est condamné à être emprisonné pendant « TRENTE ANS AU PÉNITENCIER MILITAIRE DE FRANCISVILLE ». À Salinas, MacClure exprime sa culpabilité d'avoir laissé Blueberry à son sort, mais Red Neck affirme que « [tout] peut arriver en ce fichu monde ».

## Personnages principaux
- Blueberry : lieutenant de cavalerie renvoyé de l'armée et secrètement envoyé en mission pour récupérer le trésor des Confédérés[36].
- MacClure : vieil homme alcoolique[37] et « compagnon de plusieurs aventures de Blueberry »[38].
- Red Neck : « autre compagnon d'aventures de Blueberry »[39].
- Chihuahua Pearl : Une « show-girl américaine [...] blonde et capiteuse »[40] qui tente de mettre la main sur le trésor des Confédérés[41].
- Vigo : officier mexicain[42] qui tente de mettre la main sur le trésor des Confédérés avec l'aide de quelques soldats[41].
- Kimball et Finley : jayhawkers recherchés par les autorités américaines pour divers crimes[43]. Eux aussi tentent de mettre la main sur le trésor des Confédérés[41].
- Lopez : gouverneur de l'État de Chihuahua[44] qui tente aussi de mettre la main sur le trésor des Confédérés[45].
- Trevor : ancien colonel sudiste qui connaît la cachette du trésor des Confédérés[46].
- Abe Donnogan : chasseur de primes.

## Éditions
- Ballade pour un cercueil, 1974, Dargaud, 48 p.  (ISBN 2205043439)
  - Réédition en 1996.  (ISBN 978-2-205-04343-3)